# 常光寺 (館林市)
常光寺（じょうこうじ）は、群馬県館林市仲町にある浄土宗の寺院。

## 歴史
1577年（天正5年）、円蓮社光誉によって開山された。円蓮社光誉は下総国（現・千葉県）出身で、幡随意に弟子入りし善導寺で修行をしていた。当時の善導寺は外加法師（現・同市尾曳町）に位置していたが、谷越（現・館林駅東口前広場付近）に移転したため、善導寺跡地に寺を創建した。これが当寺の起源である。
慶長年間（1596年 - 1615年）に現在地に移転した。
当寺は格天井の絵画で知られている。館林出身の小室翠雲によって描かれたものである。

## 文化財
- 常光寺の格天井絵画（館林市指定文化財 昭和62年8月7日指定）[3]

## 交通アクセス
- 館林駅より徒歩9分。